# Pestalozzi-Medaille für treue Dienste

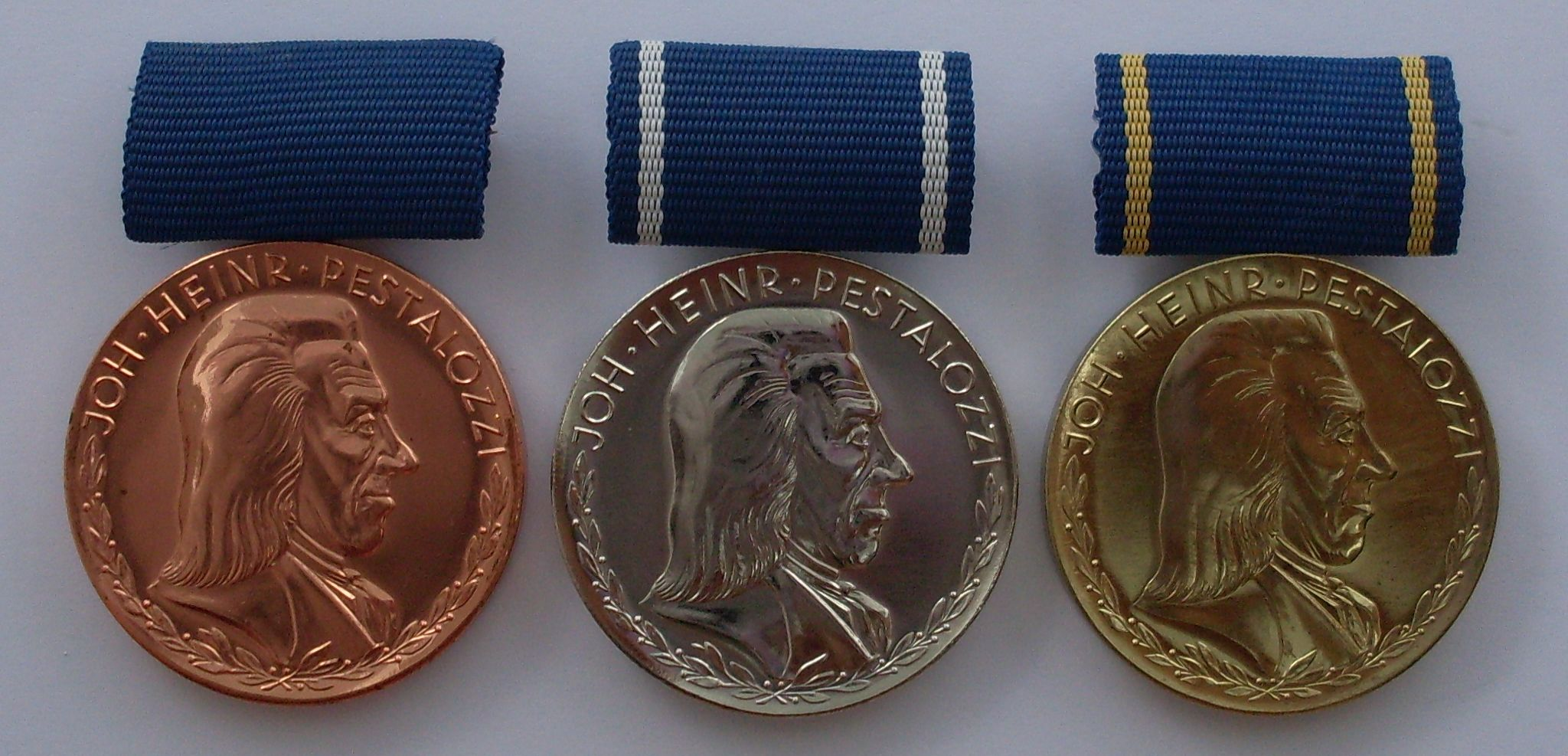
Avers aller Stufen der Pestalozzi-Medaille

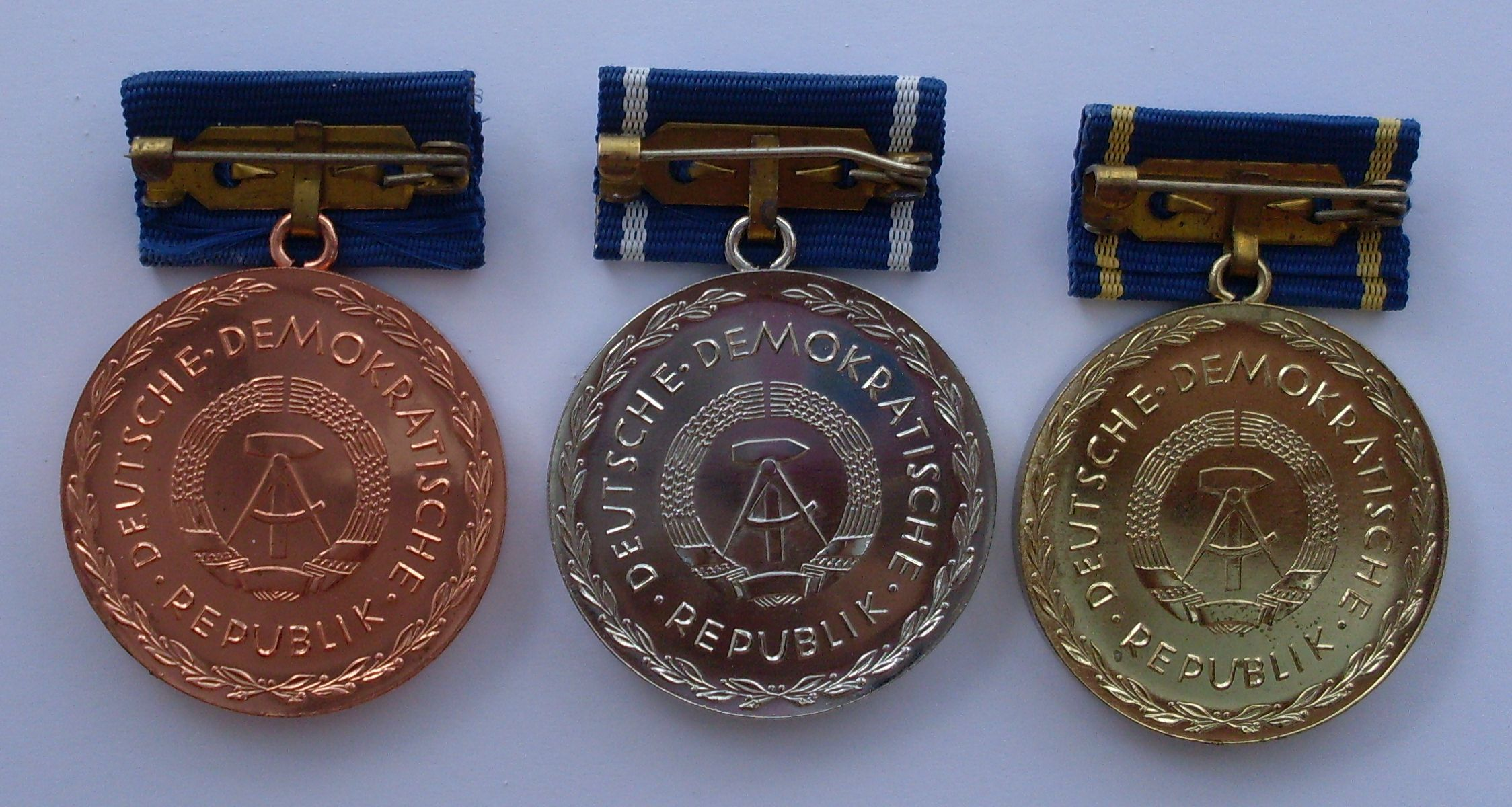
Revers aller Stufen der Pestalozzi-Medaille

Die Pestalozzi-Medaille für treue Dienste, benannt nach dem Schweizer Pädagogen Johann Heinrich Pestalozzi, war eine staatliche Auszeichnung  der Deutschen Demokratischen Republik (DDR) für treue Dienste, welche  am 15. November 1956 durch den Ministerrat der DDR gestiftet und in Form einer tragbaren Medaille verliehen wurde.

## Stiftung und Verleihungsvoraussetzungen
Die Pestalozzi-Medaille wurde an Lehrer und Erzieher mit abgeschlossener pädagogischer Ausbildung verliehen, die an den allgemeinbildenden Schulen, an den Ingenieur- und Fachschulen sowie Einrichtungen der Berufsbildung und der Vorschulerziehung, den außerschulischen Einrichtungen (Heimerziehung und Jugendhilfe), den Einrichtungen der Aus- und Weiterbildung der Lehrer, Erzieher, der Ingenieurpädagogen, den Arbeiter- und Bauern-Fakultäten und Volkshochschulen tätig waren, sowie an Lehrmeister mit abgeschlossener Lehrermeisterausbildung. Ferner wurde sie an Pädagogen mit abgeschlossener Ausbildung verliehen, die in Parteien, Staatsorganisationen oder gesellschaftlichen Organisationen auf dem Gebiet des Erziehungs- und Schulwesens tätig waren. Die Medaille wurde erstmals 1957 in Bronze (10-jährige Dienstzeit), 1966 in Silber (20-jährige Dienstzeit) und 1975 in Gold (30-jährige Dienstzeit) verliehen. Sie wurde in der jeweils höchsten Stufe seit 1978 auf der linken oberen Brust getragen. Die Verleihung anlässlich des Tages des Lehrers, dem 12. Juni, erfolgte durch die Leiter der zentralen Staatsorgane bzw. durch die Vorsitzenden der Räte der Bezirke oder der Räte der Kreise. Die zu erreichenden Dienstjahre wurden bis 1971 insgesamt dreimal verändert; so gab es folgende Relationen:
- 1956 bis 1965
  - Stufe in Gold: 40 Dienstjahre
  - Stufe in Silber: 25 Dienstjahre
  - Stufe in Bronze: 10 Dienstjahre

- 1966 bis 1970
  - Stufe in Gold: 40 Dienstjahre
  - Stufe in Silber: 20 Dienstjahre
  - Stufe in Bronze: 10 Dienstjahre

- 1971 bis 1990
  - Stufe in Gold: 30 Dienstjahre
  - Stufe in Silber: 20 Dienstjahre
  - Stufe in Bronze: 10 Dienstjahre

Als Dienstzeit galten nur Dienstjahre im Bildungs- und Erziehungswesen der DDR seit 1945.

## Träger (Auswahl)
- Lutz Dieter Behrendt
- Manfred Bensing
- Bruno Benthien
- Walter Bredendiek
- Haimar Cumme
- Helmut Faust
- Martin Franz
- Rigobert Günther
- Manfred Haak
- Karlheinz Hengst
- Helmut Humann
- George Langhans
- Gerhard Lehmann
- Hans Lutter
- Hannelore Ploog
- Fritz Reichert
- Werner Spickenreuther
- Günter Spranger
- Gerhard Stengel
- Heinrich Vogel
- Doris Wetterhahn
- Gerhard Winter
- Dietrich Zühlke

## Aussehen und Tragweise
Die bronzene, versilberte oder vergoldete Medaille mit einem Durchmesser von 32,5 mm zeigt auf ihrem Avers das rechts blickende Kopfporträt Pestalozzis, umschlossen wird der Kopf von zwei unten gekreuzten und nach oben hin gebogenen dünnen Lorbeerzweigen, die etwa nach der Hälfte des Medaillenkreises in die Umschrift: JOH.HEINR.PESTALOZZI übergehen. Das Revers der Medaille zeigt dagegen mittig das Staatswappen der DDR umschlossen von der Umschrift: DEUTSCHE . DEMOKRATISCHE . REPUBLIK. Diese Umschrift ist wiederum umschlossen von einem geschlossenen Lorbeerkranz, bestehend aus zwei Lorbeerzweigen, die ebenfalls unten gekreuzt und oben sind. Getragen wurde die Medaille an der linken oberen Brustseite an einer 24 × 11 mm großen blau bezogenen Spange, in das beiderseits ab der Silberstufe ein zwei Millimeter breiter senkrechter Mittelstreifen eingewebt war, der zwei Millimeter vom Saum entfernt steht. Bei der Silberstufe war dieser silbergrau und bei der Goldstufe gelb.